# Amoreuxia gonzalezii
Amoreuxia gonzalezii là một loài thực vật có hoa trong họ Bixaceae. Loài này được Sprague & L.Riley mô tả khoa học đầu tiên năm 1922.